# Blohm & Voss P 208

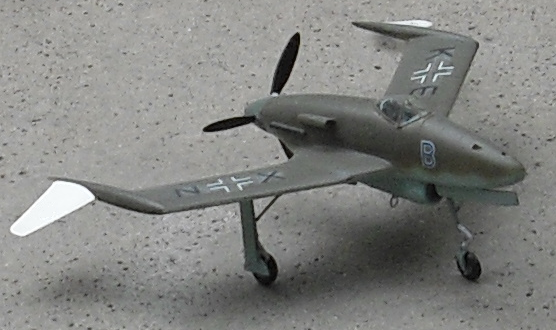
Blohm & Voss P 208. Модель

Blohm & Voss P 208 — німецький одномісний винищувач без хвостового оперіння завершального етапу Другої світової війни.

## Історія
На початку 1944 ще існували проблеми з надійністю реактивних двигунів і компанія Blohm & Voss вирішила розробити винищувач з стрілоподібними крилами, повітряним гвинтом у кінці фюзеляжу, рулями напрямку на кінцях крил. Проект розроблявся задля можливості швидкої заміни поршневого двигуна на реактивний. Рулі висоти, напрямку були змонтовані на закінцівках крил, завдяки чому маневреність покращилась на 100 %.
Було розроблено декілька варіантів літака:
- P 208.01 Розроблявся під двигун Junkers Jumo 222[1] потужністю 2900 к.с.
- P 208.02 Розроблявся під двигун AS 413 потужністю 4000 к.с. (два Jumo 213[de])
- P 208.03 Розроблявся під двигун Daimler-Benz DB 603N[2], причому на варіанти .01, .02 планувалась встановити DB 603L, чиї розміри, вага майже не відрізнялись від їхніх первинних даних

Blohm & Voss P 208 мали розвивати швидкість до 790 км/год за практичної стелі 12.400 м.
На основі Blohm & Voss P 208 були розроблені прототипи реактивного винищувача Blohm & Voss P 212.